# Charlotte Eckerman
Charlotte Beata Eckerman (née en 1759 et morte le 16 janvier 1790 à Stockholm) est une cantatrice d'opéra suédoise célèbre de l'ère gustavienne, lorsque fut fondé le premier opéra de Stockholm. Elle fut aussi une grande courtisane et la maîtresse du duc de Sudermanie, futur roi Charles XIII de Suède,de 1779 à 1781.